# Nina Hagen
 (mai 2022).
Si vous disposez d'ouvrages ou d'articles de référence ou si vous connaissez des sites web de qualité traitant du thème abordé ici, merci de compléter l'article en donnant les références utiles à sa vérifiabilité et en les liant à la section « Notes et références ».
Pour les articles homonymes, voir Hagen.
Ne doit pas être confondu avec Nena.
Catharina Hagen, dite Nina Hagen, née le 11 mars 1955 à Berlin-Est en RDA, est une chanteuse, auteur-compositrice-interprète et actrice est-allemande puis allemande. Elle est connue pour ses performances vocales particulières et devient célèbre dans la musique punk et new wave des années 1970 et 1980.
Nina Hagen commence sa carrière comme actrice dans des films allemands aux côtés de sa mère Eva-Maria Hagen. En même temps, elle rejoint le groupe Automobil et réalise le simple Du hast den Farbfilm vergessen. Après que son beau-père, Wolf Biermann, quitte l'Allemagne de l'Est en 1976, Nina Hagen le suit pour s'installer à Hambourg. Quelque temps plus tard, elle signe un contrat avec CBS Records et forme le Nina Hagen Band. Leur premier album homonyme est publié en 1978 et se vend à plus de 250 000 exemplaires. Le groupe réalise un autre album, Unbehagen, avant leur séparation en 1979.
En 1982, Nina Hagen signe un nouveau contrat avec CBS et sort son premier album solo, NunSexMonkRock, qui devient le premier album de la chanteuse à se placer dans les classements aux États-Unis. Elle sort encore deux albums, Fearless (1983) et Nina Hagen in Ekstasy (1985) avec CBS, avant que son contrat expire et ne soit pas renouvelé. En 1989, elle signe un contrat avec Mercury Records, avec qui elle sort les albums Nina Hagen (1989), Street (1991), et Revolution Ballroom (1993). Après un petit temps d'absence, N. Hagen fait son retour dans la musique avec l'album Return of the Mother (2000).
À côté de sa carrière musicale, Nina  Hagen fait du doublage, écrit trois livres autobiographiques et milite pour les droits de l'Homme et des animaux.

## Biographie
Nina Hagen est la fille de Hans Oliva-Hagen et Eva-Maria Hagen, respectivement scénariste et actrice, qui divorcent lorsqu'elle est âgée de deux ans. Huit ans plus tard, Eva-Maria se lie avec le poète et chanteur dissident Wolf Biermann qui aura une grande influence sur Nina.

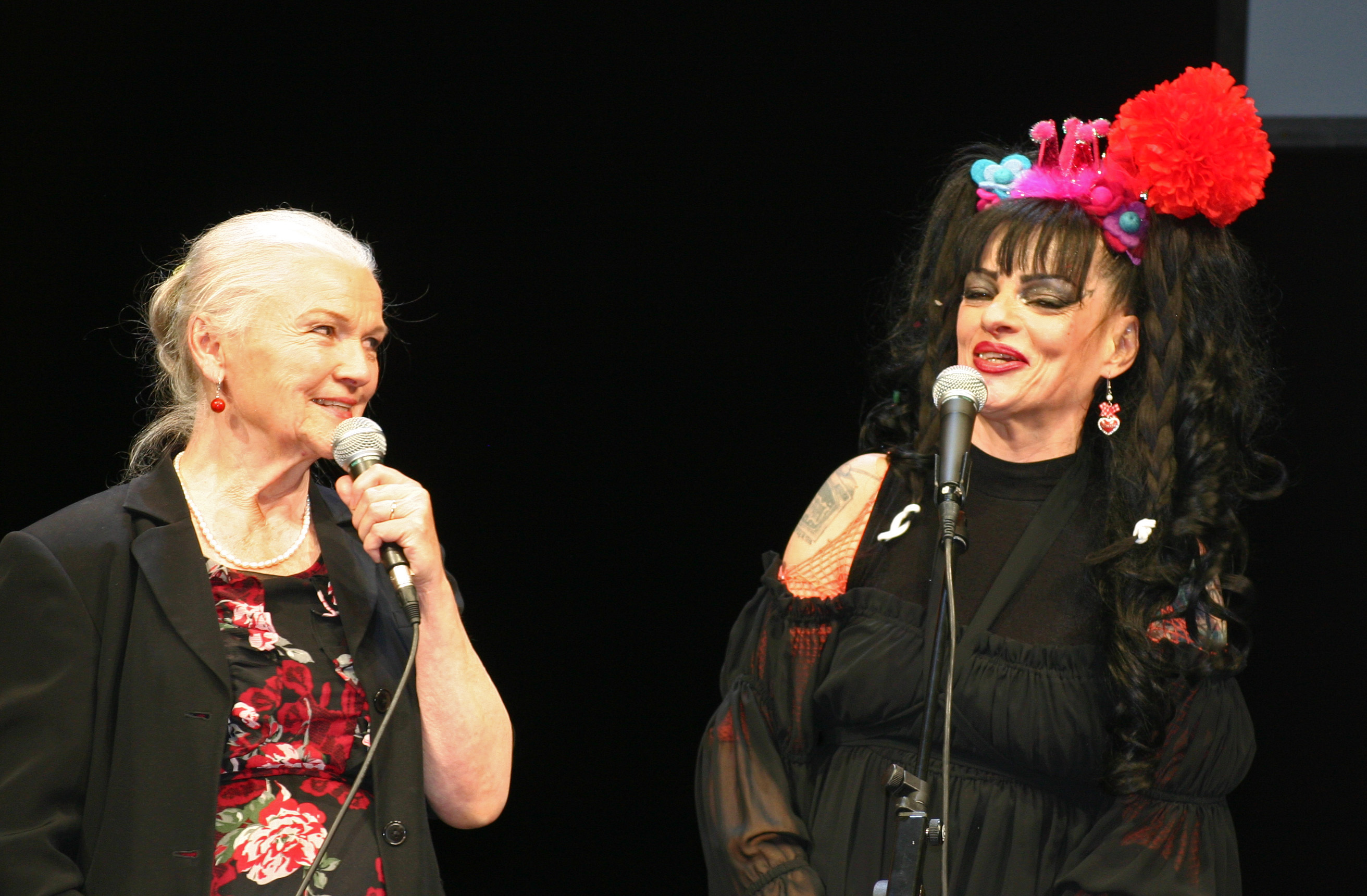
Eva-Maria Hagen et sa fille Nina Hagen en 2013.

Enfant, elle joue dans un feuilleton destiné à l'enfance, Le Petit Marchand de sable (Das Sandmännchen), qui met en scène une marionnette et deux fillettes.
Nina quitte l'école à 17 ans et, en 1972, après s'être vu refuser son admission à l'école gouvernementale d'acteurs, elle se rend en Pologne où, pendant quelque temps, elle interprète au sein d'un groupe des chansons de Janis Joplin et Tina Turner.
L'année suivante, de retour à Berlin-Est, elle intègre le Studio für Unterhaltungsmusik (« Atelier de musique de divertissement ») duquel elle ressort diplômée un an plus tard. Suivent alors des mois de tournée sur les routes d'Allemagne de l'Est où elle se produit avec l’Alfons Wonneberg Orchestra. Lassée de ces tournées, elle monte un premier groupe, Automobil, avec lequel elle chante le titre Du hast den Farbfilm vergessen (Tu as oublié la pellicule couleur) devenu mythique. Elle monte ensuite, quelques mois plus tard, un autre groupe appelé Fritzens Dampferband.
Mais, en 1976, Wolf Biermann est déchu de sa nationalité est-allemande. Devenus indésirables, Nina, sa mère et son beau-père quittent Berlin-Est et s'installent à Berlin-Ouest.
En 1977, Nina gagne Londres et fréquente assidûment la scène punk. De retour à Berlin, elle monte un nouveau groupe avec les musiciens du groupe de politrock Lokomotive Kreuzberg et enregistre son premier album en 1978, Nina Hagen Band. Dès sa sortie, l'album dévoile une artiste talentueuse, charismatique, à la voix hors norme, qui trouve son public.
En 1979, Nina sort son second album, Unbehagen (Malaise, avec un jeu de mots sur son nom), dans lequel elle interprète African Reggae (chanté en allemand et anglais) qui devient un tube. Elle se sépare ensuite de son groupe et décide de poursuivre une carrière solo. Elle épouse le chanteur rock néerlandais Herman Brood avec qui elle tourne dans le film Cha Cha (en) aux côtés de Lene Lovich.
En 1981, le couple se sépare et Nina s'installe aux États-Unis. Le 17 mai 1981, elle donne naissance à une fille prénommée Cosma Shiva Hagen née de sa liaison avec Ferdinand Karmelk (nl). En 1982, sort NunSexMonkRock, son premier album solo en anglais, curieux mélange de punk, funk et opéra.
En 1983, elle enregistre Angstlos (Sans crainte), produit par Giorgio Moroder et où figurent le tube New York/New York et la reprise d'un titre célèbre de Zarah Leander. Ses apparitions en public sont pour elle de plus en plus l'occasion d'exposer ses idées au sujet de Dieu, des extraterrestres, des droits des animaux et de la politique.
En 1984, elle participe à la bande originale du film L'Année des méduses de Christopher Frank.
En 1985, l'album Nina Hagen in Ekstase est suivi d'une tournée internationale avec la participation de Lene Lovich (entre autres au Zénith de Paris).
En 1989, Nina fait une tournée en Allemagne, pour la promotion de son nouvel album, Nina Hagen. Installée à Paris avec sa fille, elle donne naissance à son fils Otis en 1990. En 1991, elle repart sur les routes à travers l'Europe pour la sortie de son nouvel album, Street et enregistre une version allemande de la comédie musicale Hair.
Entre 1993 et 1996, elle enregistre trois albums : Revolution Ballroom, probablement l'un de ses disques les plus aboutis, puis FreuD Euch (Réjouissez-vous) et Beehappy (idem). En 1998, elle devient animatrice d'une émission hebdomadaire sur la chaîne britannique Sci-Fi Channel avant de repartir en tournée en Allemagne (le guitariste français Hervé Rozoum, ex - Trans Europe Express, l'accompagne sur scène).
En 1999, sort Om Namah Shivay, un album de chants indiens uniquement vendu sur son site Internet dont une partie des bénéfices est utilisée pour la réalisation de projets sociaux en Inde. Nina entretient depuis plusieurs années une relation spirituelle très forte avec ce pays dans lequel elle a beaucoup voyagé. Parallèlement, elle enregistre la chanson Fieber (Fièvre) avec le groupe indus-metal allemand OOMPH!, ainsi que Witness (Témoin) avec un autre groupe de rock industriel, KMFDM. Elle participe aussi à un enregistrement de L'Opéra de quat'sous de Weill/Brecht avec le Moderne Ensemble Berlin, aux côtés des chanteurs Max Raabe et H. K. Gruber. Cette version a été plébiscitée par les critiques de musique classique.
En 2000, elle enregistre l'album Return of the Mother dont la sortie est suivie d'une nouvelle tournée en Allemagne.
En 2003, elle collabore avec le groupe Apocalyptica pour la reprise de la chanson de Rammstein Seemann (Marin).
En 2003, Big Band Explosion est une reprise de douze succès de jazz, parmi lesquels Let me entertain you, Fever ou encore Over the Rainbow.
Son album, Nina Hagen & Capital Dance Orchestra, paru en février 2006, couvre la période des années 1930 avec des succès populaires de la chanson allemande et internationale.

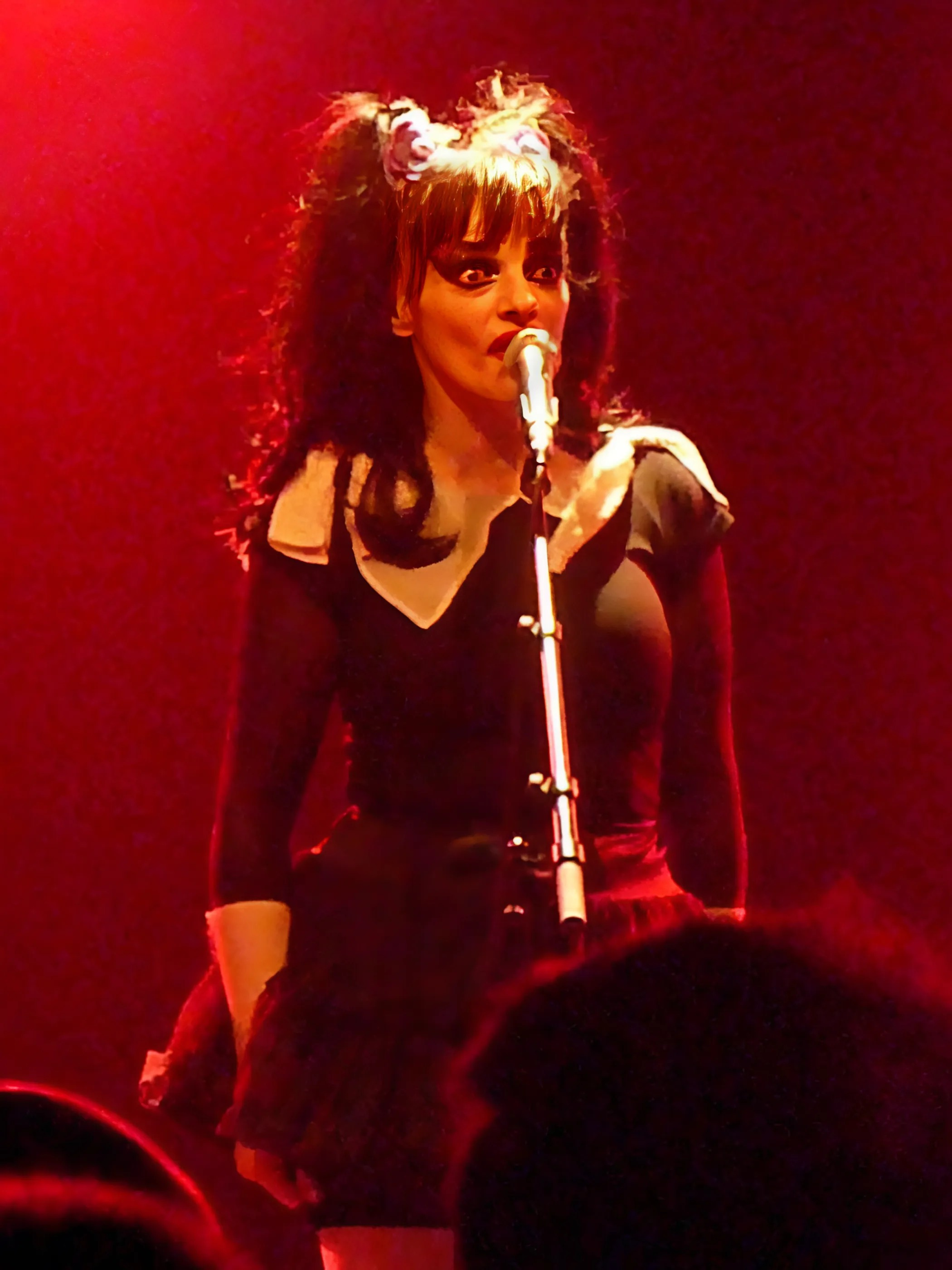
Nina Hagen en concert à Terville en 2011

En août 2006, Nina Hagen devient membre du jury de l'émission de télé réalité allemande Popstars.
Le 23 août 2009, Nina Hagen, est baptisée dans un temple protestant à Schüttorf (Basse-Saxe), dans le nord de l’Allemagne. Elle a publié en mars 2010, chez Droemer Knaur, un ouvrage intitulé Bekenntnisse (Confessions) — dont le titre paraphrase le célèbre ouvrage de saint Augustin — qui retrace son itinéraire spirituel vers le christianisme. Ce livre est publié en français en janvier 2012.[réf. souhaitée]
En 2010, elle sort l'album Personal Jesus.
L'année suivante, Volksbeat mêle Bertolt Brecht, Seal, George Orwell et Aldous Huxley.
Elle rejoint en 2018 le mouvement de gauche Aufstehen.
En 2022, Nina Hagen sort Unity, son quatorzième album, qui comprend des reprises de Sheryl Crow et Bob Dylan et un duo avec Bob Geldof.

## Discographie

### Nina Hagen Band
- 1978 : Nina Hagen Band
- 1979 : Unbehagen

### En solo

#### Studio
- 1981 : Nunsexmonkrock
- 1983 : Angstlos
- 1983 : Fearless (version anglaise de Angstlos)
- 1984 : In Ekstase
- 1984 : In Ekstasy (version anglaise de In Ekstase)
- 1989 : Nina Hagen
- 1991 : Street
- 1993 : Revolution Ballroom
- 1995 : Freud euch
- 1996 : Be Happy (version anglaise de FreuD euch)
- 2000 : The Return of the Mother
- 2002 : Om Namah Shivay
- 2003 : Big Band Explosion
- 2006 : Irgendwo auf der Welt
- 2010 : Personal Jesus
- 2011 : Volksbeat
- 2022 : Unity

#### Autres
- 1992 : Du hast den Farbfilm vergessen : compilation des chansons parues en 45 tours en Allemagne de l'Est avant 1976.
- 1999 : Die Dreigroschenoper avec Max Raabe, HK Gruber et Ensemble Modern.
- 2005 : Die Reizse zur Schneekönigin

### Hymne
Nina Hagen a enregistré l'hymne officiel du club de football 1. FC Union Berlin : Eisern Union.

## Télévision
Toute jeune, Nina Hagen a effectivement joué à la télévision est-allemande le rôle d'une des deux petites filles sages qu'une speakerine envoie se coucher dans le feuilleton pour enfants Das Sandmännchen (« Le petit marchand de sable »), mettant en scène une marionnette et deux fillettes.

## Publication
- (de) Marcel Feige, Nina Hagen, That's Why the Lady is a Punk  (avec un essai-photos de Jim Rakete) Schwarzkopf & Schwarzkopf, Berlin 2002,  (ISBN 3896024132)  (ISBN 978-3896024138).
- Confessions (2012) - Editions Bénédictines.
- Nina Hagen interprète Bertolt Brecht - Lilian Auzas - Hippocampe éditions, 2020.

#### Bases de données et dictionnaires
- Site officiel
- Ressources relatives à la musique :   - AllMusic
  - Billboard
  - Discogs
  - Munzinger Pop
  - MusicBrainz
  - Muziekweb
  - Rate Your Music
  - Songkick
  - Taratata
- Ressources relatives à l'audiovisuel :   - AllMovie
  - Allociné
  - British Film Institute
  - Filmportal
  - Filmweb.pl
  - IMDb
  - Oscars du cinéma
- Ressources relatives au spectacle :   - Archives suisses des arts de la scène
  - Les Archives du spectacle
  - L’Officiel des spectacles
- Ressource relative à plusieurs domaines :   - Radio France
- Notices dans des dictionnaires ou encyclopédies généralistes :   - Brockhaus
  - Den Store Danske Encyklopædi
  - Deutsche Biographie
  - Dictionnaire universel des créatrices
  - Larousse
  - Nationalencyklopedin
  - Munzinger
  - Proleksis enciklopedija
- Notices d'autorité :   - VIAF
  - ISNI
  - BnF (données)
  - IdRef
  - LCCN
  - GND
  - Espagne
  - Belgique
  - Pays-Bas
  - Pologne
  - Israël
  - Suède
  - Tchéquie
  - WorldCat